# Armenisch-haitianische Beziehungen
Die armenisch-haitianischen Beziehungen beschreiben das bilaterale Verhältnis zwischen der Republik Armenien einerseits und der Republik Haiti andererseits.
Die im Jahr 1918 entstandene und 1991 nach der Auflösung der Sowjetunion erneut souverän gewordene Republik Armenien und die im Jahr 1804 von Frankreich unabhängig gewordene Republik Haiti unterhalten seit 1999 diplomatische Beziehungen. Die diesbezügliche gemeinsame Erklärung wurde am 21. Januar 1999 von den Leitern der Ständigen Vertretungen beider Länder bei den Vereinten Nationen in New York unterzeichnet.
Weder auf diplomatischer noch auf konsularischer Ebene wurden Auslandsvertretungen im jeweils anderen Land eingerichtet. Die Botschaft Armeniens in Ottawa/Kanada ist für die Pflege der Beziehungen zu den Staaten der Karibik zuständig.
Die formalisierten Beziehungen zeigten weder bei politischen noch wirtschaftlichen oder kulturellen Themen Ansätze bilateraler Zusammenarbeit.
Bilateraler Austausch von Waren und Dienstleistungen findet praktisch nicht statt.
Nach dem verheerenden Erdbeben in Haiti 2010 entsandte Armenien ein Team von 52 spezialisierten Rettungskräften nach Port-au-Prince.
Der haitianische Außenminister Lener Renauld reiste im Jahr 2015 zur Teilnahme an der 31. Versammlung der Organisation internationale de la francophonie (OIF) nach Armenien.